# Снорри Хьяртарсон
Снорри Хьяртарсон (22 апреля 1906 года, Хваннейри — 27 декабря 1986 года, Рейкьявик) — исландский писатель и поэт, лауреат литературной премии Северного совета.

## Биография
Снорри родился в Хваннейри близ Боргар-фьорда в семье члена Альтинга, фермера Хьёртура Сноррасона (исл. Hjörtur Snorrason) и домохозяйки Рагнхейдур Торфадоуттир (исл. Ragnheiður Torfadóttir).
Длительное время жил в Норвегии. Под руководством Акселя Револьда в 1931—1932 годах обучался в Норвежской академии изящных искусств в Осло. Литературный дебют состоялся в 1934 году с публикации романа на норвежском языке, на родном языке впервые опубликовался в 1944 году в Исландии. Получил известность как автор ряда сборников стихов.
После возвращения в Исландию работал в городской библиотеке Рейкьявика. С 1942 по 1966 год занимал должность главного библиотекаря, сменив на этом посту Сигургейра Фридрикссона (исл. Sigurgeir Friðriksson).
В 1981 году удостоен литературной премии Северного совета за поэтический сборник Hauströkkrið yfir mér.